# Cecidostiba saportai
Cecidostiba saportai är en stekelart som beskrevs av Graham 1984. Cecidostiba saportai ingår i släktet Cecidostiba och familjen puppglanssteklar.
Artens utbredningsområde är Frankrike. Inga underarter finns listade.